# Betiko Lagunak
Betiko Lagunak fue un club de baloncesto de la ciudad de Irún, Guipúzcoa, España. Fue fundado en 1978 como Club Amigos del Baloncesto. En 1999 fue refundado como Betiko Lagunak, y la sección femenina del club se integró en el Txingudi SBE. A partir de 2003 absorbió al Irungo Beti Gazte, y tras varias temporadas en Primera provincial el equipo se disolvió en 2008.
- Datos: Q8247236